# Distrito de Teposcolula
El distrito de Teposcocula es uno de los 30 distritos que conforman al estado mexicano de Oaxaca y uno de los siete en que se divide la región mixteca. Se conforma de 206 localidades repartidas entre 21 municipios.

## Municipios
| Código INEGI | Municipio                         | Cabecera                          |
| ------------ | --------------------------------- | --------------------------------- |
| 093          | San Andrés Lagunas                | San Andrés Lagunas                |
| 105          | San Antonino Monte Verde          | San Antonino Monte Verde          |
| 106          | San Antonio Acutla                | San Antonio Acutla                |
| 121          | San Bartolo Soyaltepec            | San Bartolo Soyaltepec            |
| 221          | San Juan Teposcolula              | San Juan Teposcolula              |
| 321          | San Pedro Nopala                  | San Pedro Nopala                  |
| 332          | San Pedro Topiltepec              | San Pedro Topiltepec              |
| 339          | San Pedro y San Pablo Teposcolula | San Pedro y San Pablo Teposcolula |
| 341          | San Pedro Yucunama                | San Pedro Yucunama                |
| 346          | San Sebastián Nicananduta         | San Sebastián Nicananduta         |
| 405          | Villa de Chilapa de Díaz          | Villa de Chilapa de Díaz          |
| 423          | Santa María Nduayaco              | Santa María Nduayaco              |
| 479          | Santiago Nejapilla                | Santiago Nejapilla                |
| 486          | Villa Tejúpam de la Unión         | Villa Tejúpam de la Unión         |
| 499          | Santiago Yolomécatl               | Santiago Yolomécatl               |
| 518          | Santo Domingo Tlatayápam          | Santo Domingo Tlatayapám          |
| 521          | Santo Domingo Tonaltepec          | Santo Domingo Tonaltepec          |
| 536          | San Vicente Nuñú                  | San Vicente Nuñú                  |
| 540          | Villa de Tamazulápam del Progreso | Villa de Tamazulápam del Progreso |
| 547          | Teotongo                          | Teotongo                          |
| 556          | La Trinidad Vista Hermosa         | La Trinidad Vista Hermosa         |

## Demografía
En el distrito habitan 32 735 personas, que representan el 0.86% de la población del estado. De ellos 7 566 dominan alguna lengua indígena.